# Coupe intercontinentale 1965
La Coupe intercontinentale 1965 est la sixième édition de la Coupe intercontinentale de football. Elle oppose lors d'un match aller-retour le club italien de l'Inter Milan, vainqueur de la Coupe des clubs champions européens 1964-1965, au club argentin du CA Independiente, vainqueur de la Copa Libertadores 1965. Il s'agit de la même affiche que celle de l'édition précédente.
Le vainqueur est décidé selon le barème suivant : deux points pour une victoire, un point pour un match nul et zéro point pour une défaite. En cas d'égalité, un match d'appui est joué.
Le match aller se déroule au stade Giuseppe-Meazza de Milan, le 8 septembre 1965 devant 60 000 spectateurs et est arbitré par l'Ouest-Allemand Rudolf Kreitlein. Les Intéristes s'imposent sur le score de 3-0. Le match retour a lieu à La Doble Visera d'Avellaneda, le 15 septembre 1965 devant 55 000 spectateurs. La rencontre arbitrée par le Péruvien Arturo Yamasaki se conclut par un score nul et vierge. L'Inter Milan s'impose avec trois points contre un pour l'Independiente, remportant ainsi sa deuxième Coupe intercontinentale consécutive. En 2017, le Conseil de la FIFA a reconnu avec document officiel (de jure) tous les champions de la Coupe intercontinentale avec le titre officiel de clubs de football champions du monde, c'est-à-dire avec le titre de champions du monde FIFA, initialement attribué uniquement aux gagnantsles de la Coupe du monde des clubs FIFA.

## Feuilles de match

### Match aller
| Match aller                    | Inter Milan                | 3 - 0   | CA Independiente | Stade Giuseppe-Meazza, Milan                      |                                                   |
| 8 septembre 1965 21 h 30 UTC+1 | Peiró 3e · Mazzola 22e 59e | (2 - 0) |                  | Spectateurs : 60 000 Arbitrage : Rudolf Kreitlein | Spectateurs : 60 000 Arbitrage : Rudolf Kreitlein |
| 8 septembre 1965 21 h 30 UTC+1 | (Rapport)                  |         |                  | Spectateurs : 60 000 Arbitrage : Rudolf Kreitlein | Spectateurs : 60 000 Arbitrage : Rudolf Kreitlein |

| Inter Milan | Independiente |

| Inter Milan :     |    |                    |
|                   |    |                    |
| G                 | 1  | Giuliano Sarti     |
| D                 | 2  | Tarcisio Burgnich  |
| D                 | 3  | Giacinto Facchetti |
| D                 | 4  | Gianfranco Bedin   |
| D                 | 5  | Aristide Guarneri  |
| M                 | 6  | Armando Picchi     |
| M                 | 7  | Jair da Costa      |
| M                 | 8  | Sandro Mazzola     |
| A                 | 9  | Joaquín Peiró      |
| A                 | 10 | Luis Suárez        |
| A                 | 11 | Mario Corso        |
| Entraîneur :      |    |                    |
| / Helenio Herrera |    |                    |

| Independiente :     |    |                         |
|                     |    |                         |
| G                   | 1  | Miguel Santoro          |
| D                   | 2  | Rubén Navarro           |
| D                   | 3  | Ricardo Pavoni          |
| D                   | 4  | David Acevedo           |
| D                   | 5  | Juan Carlos Guzmán (it) |
| M                   | 6  | Roberto Ferreiro        |
| M                   | 7  | Raúl Bernao (en)        |
| M                   | 8  | Vicente de la Mata      |
| A                   | 9  | Roque Avallay (en)      |
| A                   | 10 | Mario Rodríguez (en)    |
| A                   | 11 | Raúl Savoy (es)         |
| Entraîneur :        |    |                         |
| Manuel Giúdice (en) |    |                         |

### Match retour
| Match retour                    | CA Independiente | 0 - 0 | Inter Milan | La Doble Visera, Avellaneda                      |                                                  |
| 15 septembre 1965 21 h 00 UTC-3 |                  |       |             | Spectateurs : 55 000 Arbitrage : Arturo Yamasaki | Spectateurs : 55 000 Arbitrage : Arturo Yamasaki |
| 15 septembre 1965 21 h 00 UTC-3 | (Rapport)        |       |             | Spectateurs : 55 000 Arbitrage : Arturo Yamasaki | Spectateurs : 55 000 Arbitrage : Arturo Yamasaki |

| Independiente | Inter Milan |

| Independiente :     |    |                         |
|                     |    |                         |
| G                   | 1  | Miguel Santoro          |
| D                   | 2  | Rubén Navarro           |
| D                   | 3  | Ricardo Pavoni          |
| D                   | 4  | Roberto Ferreiro        |
| D                   | 5  | Tomás Rolan (es)        |
| M                   | 6  | Juan Carlos Guzmán (it) |
| M                   | 7  | Raúl Bernao (en)        |
| M                   | 8  | Osvaldo Mura (es)       |
| A                   | 9  | Roque Avallay (en)      |
| A                   | 10 | Miguel Mori (en)        |
| A                   | 11 | Raúl Savoy (es)         |
| Entraîneur :        |    |                         |
| Manuel Giúdice (en) |    |                         |

| Inter Milan :     |    |                    |
|                   |    |                    |
| G                 | 1  | Giuliano Sarti     |
| D                 | 2  | Tarcisio Burgnich  |
| D                 | 3  | Giacinto Facchetti |
| D                 | 4  | Gianfranco Bedin   |
| D                 | 5  | Aristide Guarneri  |
| M                 | 6  | Armando Picchi     |
| M                 | 7  | Jair da Costa      |
| M                 | 8  | Sandro Mazzola     |
| A                 | 9  | Joaquín Peiró      |
| A                 | 10 | Luis Suárez        |
| A                 | 11 | Mario Corso        |
| Entraîneur :      |    |                    |
| / Helenio Herrera |    |                    |